# Chopard
Le Petit-Fils de L.-U. Chopard & Cie S.A., cunoscută ca Chopard, este un producător și vânzător elvețian de ceasuri, bijuterii și accesorii de lux. Fondată în 1860 de Louis-Ulysse Chopard în Sonvilier, Elveția, Chopard este deținută de familia Scheufele din Germania din 1963.
Chopard este cel mai cunoscut pentru realizarea de ceasuri și bijuterii elvețiene de înaltă calitate, iar clienții săi l-au inclus pe țarul Nicolae al II-lea al Rusiei. Compania are sediul la Geneva și are un site în  Fleurier, Cantonul Neuchâtel, care produce componente de ceasuri.

## Legături externe
- Official website